# Бассет, Алина
Алина (Алива) Бассет (англ. Alina (Aliva) Basset; ок. 1242/1250 — до 11 апреля 1281) — английская аристократка, дочь Филиппа Бассета, юстициария Англии, от первого брака с Авизой де Лувен, жена Хью ле Диспенсера, 1-го барона Диспенсера, затем Роджера Биго, 5-го графа Норфолк. После гибели первого мужа, который был соратником Симона де Монфора, благодаря заступничеству отца, верного сторонника короля Англии Генриха III смогла сохранить владения для своего малолетнего сына, Хью ле Диспенсера. Смерть отца принесла ей также владения Бассетов, которые после её смерти также унаследовал сын.

## Происхождение
Алина происходила из англо-нормандского рода Бассетов, представители которого перебрались в Англию из Нормандии в конце XII — начале XII века. Двое представителей этого рода, Ральф Бассет и его сын, Ричард Бассет были юстициариями Англии во время правления короля Генриха I Боклерка. В XII веке род разделился на несколько ветвей.
Филипп Бассет, отец Алины, был одним из младших сыновей Алана Бассета (ум. 1231), происходившего из ветви Бассетов из Хедингтона и Уоллингфорда, который за верную службу королям Англии Ричарду I Львиное Сердце, Иоанну Безземельному и Генриху III вместе с братьям получил ряд маноров, составивших небольшую феодальную баронию Уоллингфорд, из которой Алан держал 5 рыцарских фьефов. Филипп Бассет после смерти в 1259 году старшего Фулька Бассета, епископа Лондона, унаследовал семейные владения и титул барона Уоллингфорда. 
Мать же Алины, Авиза де Лувен, происходила из ветви Лувенского дома. Её дед, Готфрид (Жоффруа) де Лувен (ум. 1225/1226), младший сын герцога Нижней Лотарингии и графа Лувена Готфрида VII, в 1196 году перебрался в Англию, где получил от Иоанна Безземельного владения в Бедфордшире и Эссексе. Она была первой женой Филиппа Бассета, после её смерти он женился вторично на Эле Лонгспе (Лонжеспе), дочери Уильяма де Лонгспе, 3-го графа Солсбери, вдове Томаса де Бомона, 6-го графа Уорика.

## Биография
Точный год рождения Алины неизвестен. Источник, который сообщает о смерти её отца в 1271 году, указывает, что ей могло быть 22, 24, 26 или 30 лет. Соответственно, она могла родиться около 1242, 1244, 1246 или 1250 года. С учётом того, что её сын Хью родился в 1261 году последняя дата менее вероятна.
Не позднее начала 1260 года Алина была выдана замуж за Хью ле Диспенсера, феодального барона, владения которого находились в основном в Лестершире. Он был другом и близким соратником Симона де Монфора, 6-го графа Лестера, лидера баронской оппозиции королю Генриху III. Благодаря этому Хью играл заметную роль во время политического кризиса, который перерос во Вторую баронскую войну. В октябре 1260 года он сменил на посту юстициария Англии Хью Биго. Позже, когда Генриху III, удалось вернуть на некоторое время власть, он назначил юстициарием Филиппа Бассета, отца Алины, но в 1263 году произошла обратная рокировка. Во время битвы при Льюисе 14 мая 1264 года отец и муж Алины оказались в разных лагерях. Победу в битве одержала армия Монфора, причём Хью ле Лиспенсер захватил Филиппа Бассета, получившего множественные ранения, в плен, после чего тот был заключён в Дуврский замок. Но в битве при Ившеме, состоявшейся 4 августа 1265 года, армия Монфора была разгромлена, а сам он погиб. Погиб в ней и Хью де Диспенсер.
В момент битвы при Льюисе Алина находилась в лондонском Тауэре, отвечая за охрану содержащихся там пленников. Узнав о победе королевской армии и гибели мужа, она выпустила всех заключённых и сдала Тауэр людям короля, после чего отправилась за помощью к отцу, к тому моменту оказавшемуся на свободе. Благодаря заступничеству Филиппа Бассета владения её мужа не были конфискованы, а их унаследовал её четырёхлетний сын Хью, который в будущем станет советником английского короля Эдуарда II и получит от него титул графа Уинчестера. Также у Хью было 2 или 3 дочери, но точно неизвестно, были ли они детьми Алины. Возможно, что они родились от первого (не задокументированного) брака Хью, который был намного старше Алины.
Ещё при жизни отца Алина вторично вышла замуж — за Роджера Биго, 5-го графа Норфолка, сына юстициария Хью Биго, предшественника на этом посту её мужа. Этот брак так и остался бездетным. После смерти отца в 1371 году она унаследовала его владения, включая феодальную баронию Уикомб. В документах она себя именовала «Алина ле Деспенсер, графиня Норфолк». 
Алина умерла 1281 году, после чего её сын Хью ле Диспенсер унаследовал владения и Бассетов, и Диспенсеров.

## Брак и дети
1-й муж: до 1260 Хью (II) ле Диспенсер (до 1223 — 4 августа 1265), 1-й барон ле Диспенсер, главный юстициарий Англии в 1260—1261, 1263—1265, один из лидеров Второй баронской войны. Дети:
- Хью (III) ле Диспенсер (1 марта 1261 — 27 ноября 1326), 2-й барон ле Диспенсер с 1265, 1-й граф Уинчестер с 1322, юстициарий Ирландии 1296—1307, 1307—1311, 1311—1314, 1324—1326, лорд-хранитель Пяти портов в 1320, советник английского короля Эдуарда II[13][15].
- Алиенор (умерла 11 октября 1328)[К 1]; муж: Хью де Куртене (умер 28 февраля 1291), лорд Окгемптон[15].
- Джоан[К 1]; муж: до 1272 Томас де Фёрниволл (умер в 1332), 1-й барон Фёрниволл
- Энн[К 2]; муж: Уильям де Феррерс из Гроуби (ок. 1240 — до 20 декабря 1287)

2-й муж: до 29 октября 1271 Роджер Биго (1243/1246 — 6 декабря 1306), 5-й граф Норфолк с 1270. Детей от этого брака не было.